# 로스트 & 파운드 (1999년 영화)
《로스트 & 파운드》(영어: Lost & Found)는 미국에서 제작된 제프 폴랙 감독의 1999년 로맨틱 코미디 영화이다. 데이비드 스페이드가 공동 각본을 쓰고 소피 마르소와 주연을 맡았다. 모리 아이젠먼 등이 제작에 참여하였다.

## 출연
- 데이비드 스페이드
- 소피 마르소
- 파트리크 브뤼엘
- 아티 랭
- 미첼 휫필드
- 마틴 신
- 크리스천 클레먼슨
- 에스텔 해리스
- 말라 기브스
- 로즈 마리
- 캐럴 쿡
- 미셸 클루니
- 에버 캐러딘
- 존 러비츠
- 핼 스파크스
- 제이슨 스튜어트
- 프랭키 뮤니즈

## 기타 제작진
- 배역: 재키 버치
- 미술: 러스티 스미스
- 의상: 수전 L. 버트럼